# Sônia Furtado
Sônia Furtado (Tubarão, 1950) é uma pintora naïf brasileira.

## Biografia
Formou-se em educação física e exerceu o magistério por dez anos. Mudando-se em 1979 para Curitiba, ali pintou seu primeiro quadro. Em 1980 transferiu-se para Brasília, onde passou a se dedicar profissionalmente à arte. Desde 1981 participa de salões e mostras, tendo conquistado diversas premiações. Sua obra enfoca principalmente o campo, os trabalhadores rurais e as festas populares. Recebeu o Prêmio Pirelli Pintura Jovem em 1985 e participou da 2ª Bienal Brasileira de Arte Naif em 1994. Sua tela Boi de mamão foi usada como tema para trabalho escolar em livro didático para alunos do 3º ano do ensino fundamental.